# A Piece of the Action (The Babys)
A Piece of the Action is een single van de Britse groep The Babys. Het is afkomstig van hun album Broken heart uit 1977. In februari 1978 werd het nummer in de Benelux op single uitgebracht.

## Achtergrond
Het nummer is niet door de bandleden zelf geschreven maar door Mikel Japp en Chas Sandford, speciaal voor The Babys. Japp heeft ooit in Marmalade gespeeld en zou later voor Kiss en diens zanger en slaggitarist Paul Stanley schrijven. Chas Sandford schreef onder meer voor Chicago en was producent (ook voor die band).
Het pompeuze nummer met dito inhoud ging vergezeld van Read my Stars van het titelloze debuutalbum. De single werd uitgebracht door Chrysalis Records, maar verspreid door Ariola Benelux, hetgeen er op kan duiden dat A Piece of the Action alleen in de Benelux verkrijgbaar was.
De plaat werd uitsluitend een hit in Nederland en België (Vlaanderen).
In Nederland werd de plaat op zaterdag 25 februari 1978 door de omroepen NOS, NCRV, KRO en VARA verkozen tot de 362e Troetelschijf van de week op Hilversum 3 en werd een  radiohit in de op dat moment twee landelijke hitlijsten op de nationale publieke popzender. De plaat bereikte de 12e positie in de Nationale Hitparade en de 17e in de Nederlandse Top 40. In de op Hemelvaartsdag 1976 gestarte Europese hitlijst op Hilversum 3, de TROS Europarade, werd de 19e positie behaald.
In België bereikte de plaat de 21e positie in de voorloper van de Vlaamse Ultratop 50. In de Vlaamse Radio 2 Top 30 en de Waalse hitlijst werd géén notering behaald.
In de sinds december 1999 jaarlijks uitgezonden NPO Radio 2 Top 2000 van de Nederlandse publieke radiozender NPO Radio 2 stond de plaat van 2001 t/m 2017 in de lijst der lijsten genoteerd, met als hoogste notering een 793e positie in 2001.

## Hitnoteringen

### Nederlandse Top 40
| Hitnotering: 04-03-1978 t/m 15-04-1978 | Hitnotering: 04-03-1978 t/m 15-04-1978 | Hitnotering: 04-03-1978 t/m 15-04-1978 | Hitnotering: 04-03-1978 t/m 15-04-1978 | Hitnotering: 04-03-1978 t/m 15-04-1978 | Hitnotering: 04-03-1978 t/m 15-04-1978 | Hitnotering: 04-03-1978 t/m 15-04-1978 | Hitnotering: 04-03-1978 t/m 15-04-1978 | Hitnotering: 04-03-1978 t/m 15-04-1978 |
| Week:                                  | 1                                      | 2                                      | 3                                      | 4                                      | 5                                      | 6                                      | 7                                      |                                        |
| -------------------------------------- | -------------------------------------- | -------------------------------------- | -------------------------------------- | -------------------------------------- | -------------------------------------- | -------------------------------------- | -------------------------------------- | -------------------------------------- |
| Positie:                               | 27                                     | 20                                     | 19                                     | 17                                     | 25                                     | 36                                     | 39                                     | uit                                    |

### Nationale Hitparade
| Hitnotering: 18-03-1978 t/m 15-04-1978 | Hitnotering: 18-03-1978 t/m 15-04-1978 | Hitnotering: 18-03-1978 t/m 15-04-1978 | Hitnotering: 18-03-1978 t/m 15-04-1978 | Hitnotering: 18-03-1978 t/m 15-04-1978 | Hitnotering: 18-03-1978 t/m 15-04-1978 | Hitnotering: 18-03-1978 t/m 15-04-1978 |
| Week:                                  | 1                                      | 2                                      | 3                                      | 4                                      | 5                                      |                                        |
| -------------------------------------- | -------------------------------------- | -------------------------------------- | -------------------------------------- | -------------------------------------- | -------------------------------------- | -------------------------------------- |
| Positie:                               | 17                                     | 12                                     | 12                                     | 22                                     | 30                                     | uit                                    |

### TROS Europarade
Hitnotering: 30-03-1978. Hoogste notering: #19 (1 week).

### NPO Radio 2 Top 2000
| Nummer met noteringen in de NPO Radio 2 Top 2000 | '01 | '02 | '03  | '04  | '05  | '06  | '07  | '08  | '09  | '10  | '11  | '12  | '13  | '14  | '15  | '16  | '17  |
| ------------------------------------------------ | --- | --- | ---- | ---- | ---- | ---- | ---- | ---- | ---- | ---- | ---- | ---- | ---- | ---- | ---- | ---- | ---- |
| A Piece of the Action                            | 793 | 931 | 1159 | 1198 | 1542 | 1444 | 1475 | 1356 | 1524 | 1616 | 1851 | 1566 | 1849 | 1759 | 1983 | 1776 | 1919 |

1. ↑  Een vetgedrukt getal geeft de hoogste notering aan.
2. ↑  2001 was het eerste jaar met een notering voor dit nummer.
3. ↑  Deze tabel is bijgewerkt tot en met de laatste editie (2024).